# Ian Tracey
Ian Tracey (Vancouver, 26 de junio de 1964) es un actor canadiense que ha participado en varias series de televisión y películas. Es más conocido por haber participado en la serie de 1979, Huckleberry Finn and His Friends.

## Biografía
Ian Tracey nació el 26 de junio de 1964, en la Isla de Vancouver, Canadá. Se crio en Coquitlam, ciudad de la Columbia Británica. Se inició en la actuación cuando tenía apenas once años, en la película The Keeper, protagonizada por Christopher Lee. Es el padre del también actor Keenan Tracey.
En el año 1979, con solo catorce años, obtiene el rol principal de la serie-documental Huckleberry Finn and His Friends, que tuvo 26 episodios en una temporada. A partir de ese momento, ha participado en varias series de televisión y películas. Entre algunas de las series que ha participado se encuentran Dark Angel, The Sentinel, The Outer Limits, 21 Jump Street y Bates Motel.

## Filmografía
| Año  | Título                    | Papel                    | Notas                        |
| ---- | ------------------------- | ------------------------ | ---------------------------- |
| 1976 | The Keeper                | Niño                     |                              |
| 1978 | In Praise of Older Women  | Andras Vajda Jr.         |                              |
| 1985 | The Journey of Natty Gann |                          |                              |
| 1986 | Fire with Fire            | Panther                  |                              |
| 1987 | Stakeout                  | Caylor Reese             |                              |
| 1994 | Trust in Me               | Eddie Kelly              |                              |
| 1994 | Timecop                   | Soldado                  |                              |
| 1995 | The War Between Us        | Jig Parnum               |                              |
| 1995 | Man with a Gun            | Roy Burchill             |                              |
| 1996 | Carpool                   | Neil                     |                              |
| 1997 | Free Willy 3: The Rescue  | Kron                     |                              |
| 1998 | Rupert's Land             | Dale McKay               |                              |
| 1999 | Touched                   | Eric                     |                              |
| 2000 | Dangerous Attraction      | Det. Ryan Bell           |                              |
| 2001 | Prozac Nation             | editor del Rolling Stone |                              |
| 2002 | Insomnia                  | Warfield                 | Voz                          |
| 2003 | Do Not Disturb            | hombre                   | cortometraje                 |
| 2003 | Cellmates                 | Sid                      |                              |
| 2003 | Owning Mahowny            | Detective Ben Lock       |                              |
| 2003 | Open Range                | Tom                      |                              |
| 2003 | Emile                     | Tom                      |                              |
| 2004 | Ice Men                   | Trevor                   |                              |
| 2005 | Elektra                   | Pool Shark               |                              |
| 2013 | El hombre de acero        | Ludlow                   |                              |
| 2016 | Dead Rising: Endgame      | George Hancock           | Película original de Crackle |

| Año        | Título                           | Papel                   | Notas                                     |
| ---------- | -------------------------------- | ----------------------- | ----------------------------------------- |
| 1976       | Dream Speaker                    | Peter                   | Película para TV                          |
| 1979       | Huckleberry Finn and His Friends | Huckleberry Finn        |                                           |
| 1988       | 21 Jump Street                   |                         |                                           |
| 1991       | Conspiracy of Silence            | Dwayne Johnston         |                                           |
| 1991       | The Commish                      | Oficial Jon Hibbs       |                                           |
| 1991       | Sweating Bullets                 | Spider Garvin           | Reparto principal (temp. 3), 44 episodios |
| 1991       | Fly by Night                     | Berry the Rat           |                                           |
| 1995       | The X-Files                      | Leonard 'Rappo' Trimble | Episodio: "The Walk"                      |
| 1997       | Survival on the Mountain         | Eric                    | Película para TV                          |
| 1998--2005 | Da Vinci's Inquest               | Detective Mick Leary    | 91 episodios                              |
| 1999       | Milgaard                         | David Milgaard          | Película para TV                          |
| 2002       | Taken                            | Bill Walker             | miniserie                                 |
| 2002       | Stargate SG-1                    | Smith                   | 2 episodios                               |
| 2005       | Da Vinci's City Hall             | Coroner Mick Leary      |                                           |
| 2006       | The 4400                         | Daniel Armand           |                                           |
| 2006       | Intelligence                     | Jimmy Reardon           | 26 episodios                              |
| 2009–12    | Heartland                        | Wade                    | 5 episodios                               |
| 2010–12    | Sanctuary                        | Adam Worth              | 8 episodios                               |
| 2011       | Hell on Wheels                   | Bolan                   |                                           |
| 2012       | Supernatural                     | Lee Chambers            |                                           |
| 2012       | The Listener                     | Pinto                   |                                           |
| 2012–15    | Continuum                        | Jason                   | Recurrente, 13 episodios                  |
| 2013       | Rogue                            | Lucas                   |                                           |
| 2013–17    | Bates Motel                      | Remo Wallace            | 12 episodios                              |
| 2014       | Strange Empire                   | Roy Arnold              | Episodio: "The Whiskey Trader"            |
| 2015       | Backstrom                        | Julien Gaynor           | Episodio: "I Like To Watch"               |
| 2015       | Killjoys                         | Lucas Kotler            | Episodio: "One Blood"                     |
| 2015       | The 100                          | Vincent Vie             | 3 episodios                               |
| 2015       | Wayward Pines                    | Franklin Dobbs          | 3 episodios                               |
| 2016       | Travelers                        | Ray Green               | 4 episodios                               |
| 2016-17    | Incorporated                     | Terrence                | 7 episodios                               |
| 2017       | Supernatural                     | Ishim                   | Episodio: "Lily Sunder Has Some Regrets"  |